# Geum canadense
Geum canadense Jacq., es una especie de planta herbácea perteneciente a la familia  Rosaceae. Es natural de Canadá.

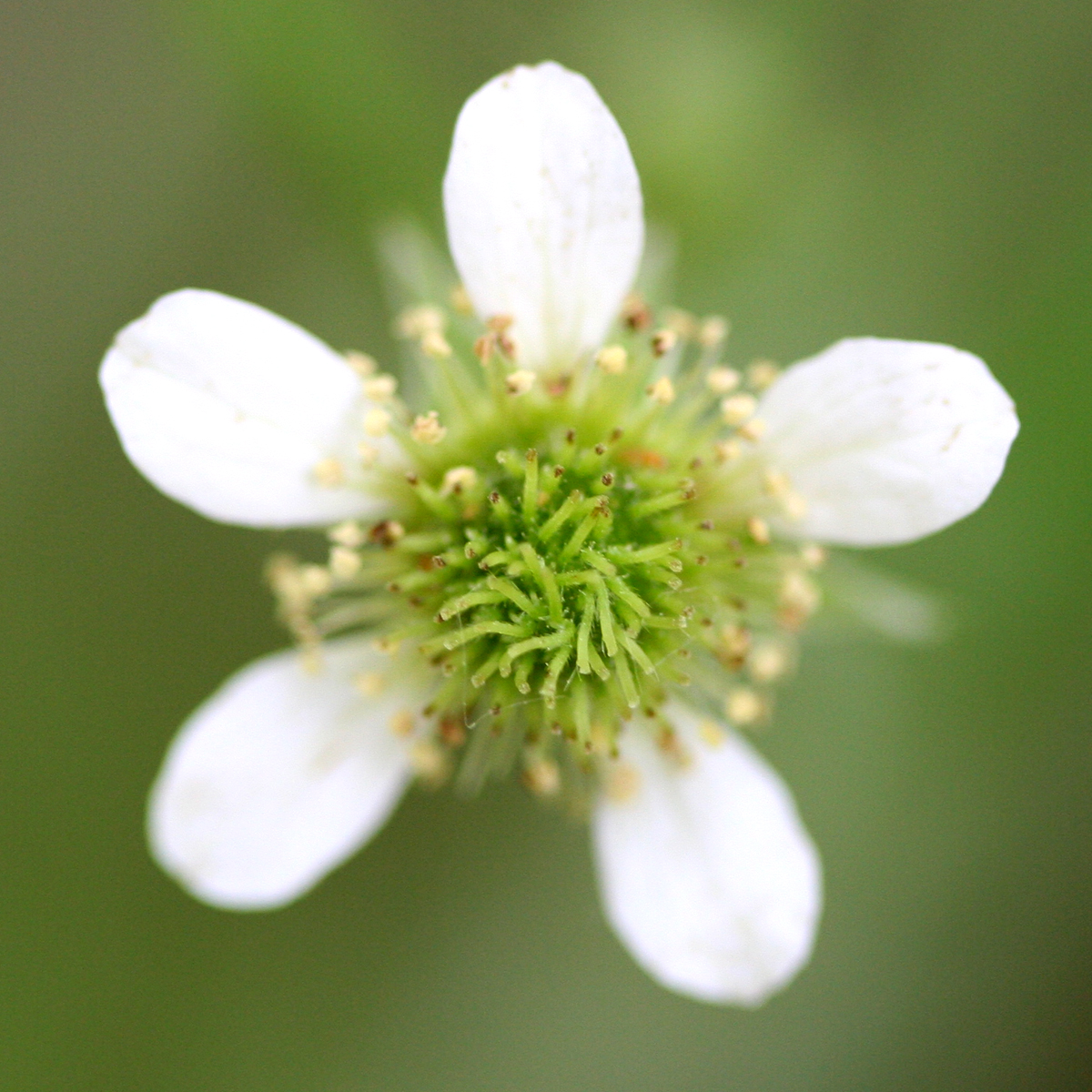
Detalle de la flor

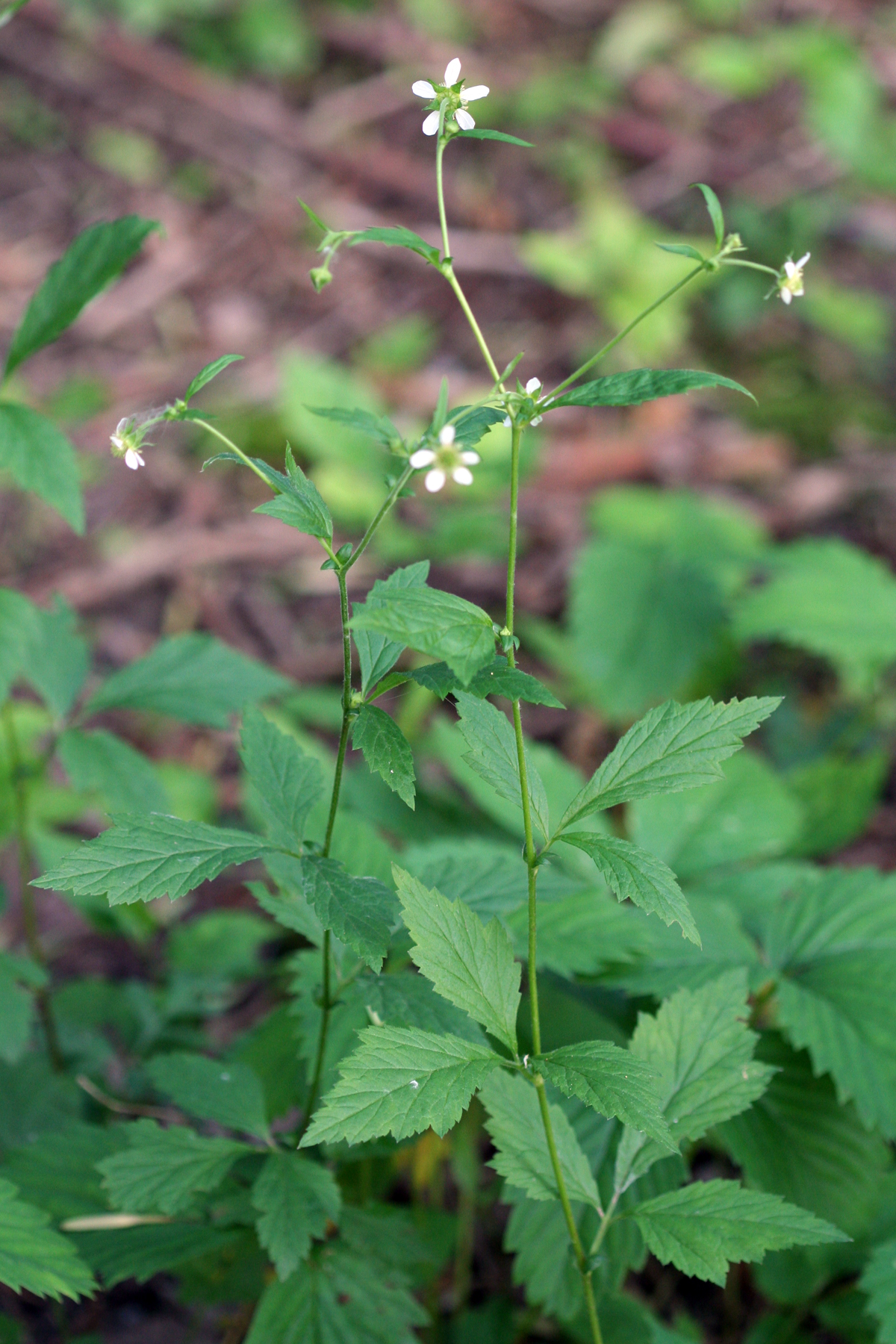
Vista de la planta

## Características
Es una planta herbácea con el tallo erecto y pubescente que alcanza los 75 cm de altura. Las hojas son alternas, pecioladas, serradas y pubescentes por el envés, con largos peciolos en las hojas basales  que se reducen hasta 1 cm en las superiores. Las hojas más bajas caulinas son trifoliadas y las superiores simplemente lobuladas. Las flores son solitarias en cimas terminales o axilares con pedicelos de 5 cm de longitud, estas tienen 1.5 cm de ancho con cinco pétalos blancos. El fruto es un aquenio globoso.

## Taxonomía
Geum canadense fue descrita por Nikolaus Joseph von Jacquin y publicado en Hortus Botanicus Vindobonensis 2: 82, pl. 175, en el año 1773.
Etimología
Geum: nombre genérico que deriva del latín: gaeum(geum) = nombre de una planta, en Plinio el Viejo, con finas raíces negras y de buen olor, que se ha supuesto era la hierba de San Benito (Geum urbanum L.)
canadense: epíteto geográfico que alude a su localización en Canadá
Variedades
- Geum canadense forma adenophorum Fernald & Weath.
- Geum canadense var. brevipes Fernald
- Geum canadense var. camporum (Rydb.) Fernald & Weath.
- Geum canadense var. canadense
- Geum canadense var. flavum (Porter) Britton
- Geum canadense forma glandulosum Fernald & Weath.
- Geum canadense var. grimesii Fernald & Weath.
- Geum canadense var. texanum Fernald & Weath.[4]

Sinonimia
var. camporum (Rydb.) Fernald & Weath.
- Geum camporum Rydb.[1][5]